# ایر سل
ایر سل (انگلیسی: Air cel) شرکت مخابرات هندی است، که در سال ۱۹۹۹ تأسیس شد.